# 152e régiment d'infanterie (France)
Pour les articles homonymes, voir 152e régiment.
Le 152e régiment d'infanterie (152e RI) est un régiment d'infanterie de l'Armée de terre française.
Il est créé sous la Révolution sous le nom de 152e demi-brigade de première formation.
Il a été surnommé régiment des Diables Rouges par les Allemands au cours des combats du Vieil Armand (en allemand : le Hartmannswillerkopf) en 1915, le 152e RI a conservé ce nom de tradition. Ayant, parmi les tout premiers, reçu le 13 décembre 1918 la fourragère de la Légion d'honneur, il est aussi appelé « premier des régiments de France ».
En garnison à Colmar depuis 1919, il est considéré comme le régiment de tradition en Alsace.

## Création et différentes dénominations
- 1794 : création de la 152e demi-brigade de première formation ;
- 1796 : l'unité est dissoute, le no 152 devient vacant ;
- 1813 : création du 152e régiment d'infanterie de ligne ;
- 21 juin 1814 : le 152e régiment d'infanterie de ligne est licencié, le numéro 152 devient vacant ;
- 1887 : création du 152e régiment d'infanterie ;
- 1914 : à la mobilisation, le 152e régiment d'infanterie met sur pied son régiment de réserve, le 352e régiment d'infanterie ;
- 1942 : dissous le 27 novembre à la suite de la démobilisation de l'armée d'armistice ;
- 1944 : recréé le 10 octobre en tant que brigade Auvergne ;
- 1944 : renommé régiment Auvergne le 9 novembre ;
- 1944 : reprend le nom de 152e régiment d'infanterie le 21 novembre ;
- 1946 : transformé en 152e bataillon d'infanterie le 30 avril ;
- 1949 : redevient 152e régiment d'infanterie le 1er mai ;
- 1955 : devient 152e régiment d'infanterie motorisée le 1er mars
- 1962 : redevient 152e régiment d'infanterie

## Chefs de corps

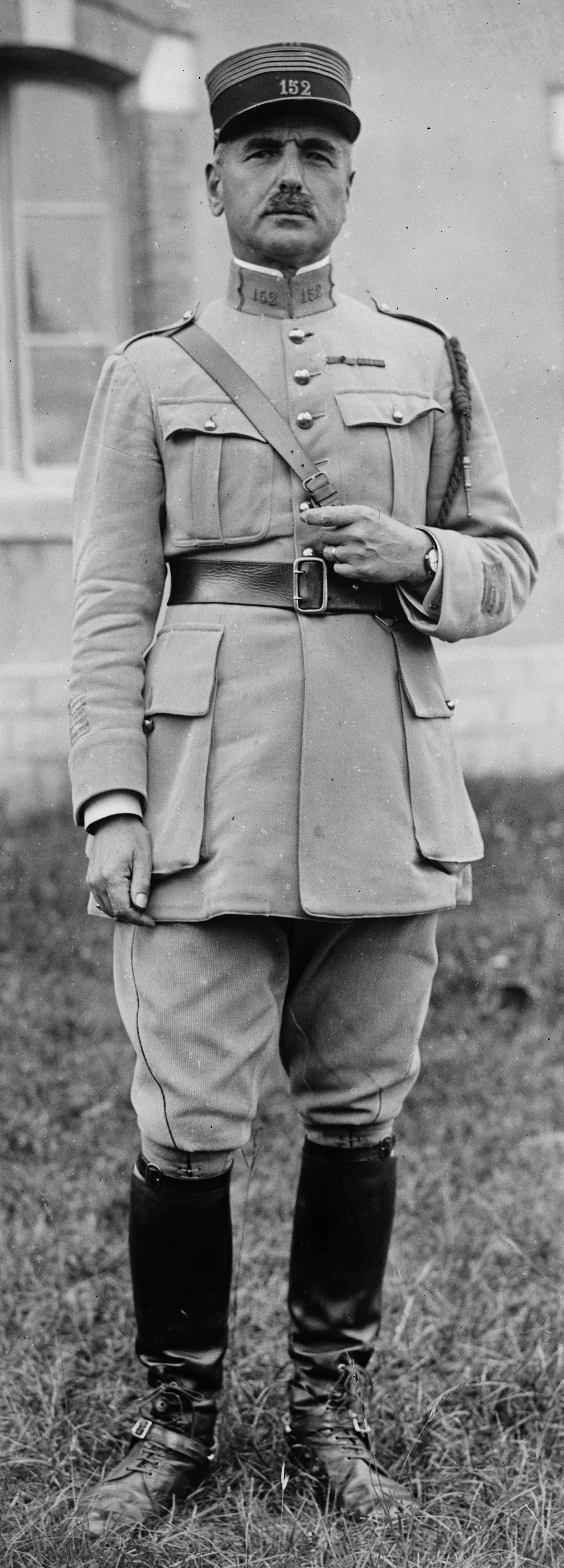
Le colonel Charles Jordan en 1926, commandant le

- 1794-1796 : Chef de brigade Antoine Prompt.
- 1813-1814 : colonel Pierre Raynaud.
- 1887 : colonel Dominé ;
- 1889 : colonel Chaumont ;
- 1889 : colonel Poitier ;
- 1891 : colonel de Lardemelle;
- 1896 : colonel Odoul ;
- 1896 : colonel Charles Ferdinand Millet ;
- 1896 : colonel Jean Léon Didio ;
- 1902 : colonel Laurent Victor Adolphe Joubert ;
- 1909 : colonel Pierre Amable Guignabaudet ;
- 1912 : colonel F.L. Frédéric Thomas-de-Colligny ;
- 1914 : lieutenant-colonel Goybet ;
- 1914 : lieutenant-colonel Jacquemot ;
- 1915 : lieutenant-colonel Poumayrac ;
- 1915 : lieutenant-colonel Segonne ;
- 1915 : lieutenant-colonel Semaire ;
- 1917 : lieutenant-colonel Barrard ;
- 1918 : lieutenant-colonel Meilhan.
- 1919 : colonel Barrard ;
- 1924 : colonel Charles Jordan ;
- 1929 : colonel Guntz ;
- 1931 : colonel Rapenne ;
- 1933 : colonel Molinie ;
- 1935 : colonel Lascroux ;
- 1937 : colonel Trolley de Prévaux ;
- 1939 : colonel Gilliot ;
- 1940 : colonel Betant ;
- 1940 : colonel Badel ;
- 1942 : colonel Fauvelle ;
- 1944 : colonel Colliou (nom dans le maquis : Roussel)[1].
- 1946 : Commandant Cosson.
- 1949 : colonel Moillard ;
- 1950 : colonel Bonnefoy.
- 1952 : colonel Partiot ;
- 1954 : colonel d'Esclaibes.
- 1955 : colonel Jaubert ;
- 1956 : colonel Fauveau ;
- 1958 : colonel Negrie ;
- 1959 : colonel Bonhoure ;
- 1960 : colonel Barthelemy ;
- 1961 : lieutenant-colonel Chevillotte ;
- 1962 : colonel Oana.
- 1963 : Commandant Longeret.
- 1964 : colonel Lintilhac ;
- 1966 : colonel Lanquetot ;
- 1968 : colonel Belfayol ;
- 1970 : colonel Romet ;
- 1972 : lieutenant-colonel Girodet ;
- 1974 : colonel Mary.
- 1976 : colonel Laumondais ;
- 1978 : lieutenant-colonel Bourguignat ;
- 1980 : colonel Postic ;
- 1982 : colonel Didier.
- 1984 : colonel Friedrich ;
- 1986 : colonel Castagnet ;
- 1988 : colonel Dousson.
- 1990 : colonel Fournier ;
- 1992 : colonel Rosenblatt[2] ;
- 1994 : colonel Cochin ;
- 1996 : colonel Bouard ;
- 1998 : colonel Xavier du Breil de Pontbriand ;
- 2000 : colonel Gallart ;
- 2002 : colonel Thomas ;
- 2004 : colonel Lalubin ;
- 2006 : colonel Chaptal de Chanteloup ;
- 2008 : lieutenant-colonel Couëtoux ;
- 2010 : colonel Jeand'heur ;
- 2012 : colonel Séguineau de Préval ;
- 2014 : colonel Hasard ;
- 2016 : colonel Dabas[3] ;
- 2018 : colonel Kossahl ;
- 2020 : colonel Pratt ;
- 2022 : colonel Luisetti ;
- 2024 : colonel Mohamed Aguid ;

## Historique des garnisons, combats et bataille du152eRI

### 152edemi-brigadede première formation

#### Guerres de la Révolution
La 152e demi-brigade de première formation est formée à Landau le 4 fructidor an II (21 août 1794) avec les :
- 2e bataillon du 82e régiment d'infanterie ci-devant Saintonge ;
- 7e bataillon de volontaires de la Marne ;
- 6e bataillon de volontaires du Bas-Rhin.

Ces bataillons furent réunis par le général de brigade Préval, commandant à Landau, et l'embrigadement fut opéré par le représentant du peuple Rougemont, assisté de Lariboisière, officier supérieur, et Graffard, commissaire des guerres adjoint. La 152e demi-brigade reçut pour la commander le chef de brigade Antoine Prompt.
À l'organisation, l'effectif était de 3 209 hommes, dont 611 absents (35 détachés, 518 aux hôpitaux, 29 en congé, trois en réquisition, trois au tribunal militaire, etc.). La 152e, comme toutes les demi-brigades de première formation, avait une compagnie de canonniers et trois bataillons de neuf compagnies, dont 1 de grenadiers.

##### Armée du Rhin
La 152e demi-brigade fut affectée à la brigade Sibaud, de la division Courtot, dite « division de la Queich », et continua la campagne de 1794 à l'armée du Rhin, où servaient précédemment les trois bataillons qui furent réunis.
Le 2e bataillon du 82e régiment d'infanterie ci-devant Saintonge avait été décimé à l'héroïque défense de Francfort contre les Prussiens, le 2 décembre 1792 ; il était demeuré à Landau, pendant le long blocus de 1793, et avait pris une part glorieuse à la défense de la garnison.
Le 6e bataillon du Bas-Rhin était aussi toujours resté à l'armée du Rhin, et s'était distingué aux affaires de Mayence, de Cassel, de Stromberg et de Kreutznack.
Le 7e bataillon de la Marne avait fait campagne aux armées des Ardennes et de la Moselle, puis en dernier lieu, à celle du Rhin. Il s'était bravement conduit aux affaires d'Arlon, de Virton, de l'abbaye d'Orval, de Bouillon, à la prise des lignes de Wissembourg, au déblocus de Landau, à la prise de Lauterbourg et de Spire, aux combats de Kayserslautern (en).
L'armée du Rhin, qui était commandée par le général Michaud, avait été obligée, après la combats de Kayserslautern (en), le 23 mai 1794, d'abandonner les rives du Speyerbach (de) et de se retirer derrière la Queich, sur Germersheim et Landau tandis que les Prussiens, commandés par le Generalfeldmarschall Möllendorff, s'avançaient jusqu'à la Lautern.
Quoique les Prussiens eussent des forces beaucoup plus considérables que le général Michaud, ils demeurèrent dans l'inaction et se contentèrent de placer leurs troupes dans de bonnes positions. L'armée du Rhin ayant été renforcée, reprit bientôt l'offensive et battit complètement l'ennemi dans une série de combats, à laquelle on a donné le nom de bataille d'Edenkoben qui eut lieu les 13 et 14 juillet 1794.
Le 20 septembre, les Autrichiens et les Prussiens reprirent Kaiserslautern à l'armée de la Moselle, qui s'en empara de nouveau le 27 septembre, et poursuivit l'ennemi vaincu. Les alliés repassèrent sur la rive droite du Rhin. Les armées du Rhin et de la Moselle purent alors se réunir. Elles étaient désormais maîtresses de la rive gauche du Rhin, depuis Bâle jusqu'à Coblentz. Il ne restait plus qu'à conquérir Mayence et le fort de Rheinfels, pour posséder tout le cours du fleuve. Le fort fut pris en deux jours, le 2 novembre 1794.
Les deux armées françaises préparèrent ensuite l'investissement de Mayence, qu'elles exécutèrent sur la rive gauche, pendant l'hiver. Par un décret du 2 mars 1795, la Convention décida que les deux armées du Rhin et de la Moselle seraient réunies sous la dénomination d'armée de Rhin-et-Moselle, et commandées par le général Pichegru, mais le général Michaud conserva le commandement en chef jusqu'à la fin du mois de mai, le général Pichegru restant à Paris. La paix avec la Prusse fut signée le 5 avril 1795. L'armée de Rhin-et-Moselle n'avait donc plus à combattre que l'Autriche.
La 152e demi-brigade, formée le 4 fructidor an II (21 août 1794), n'eut pas l'occasion de prendre part à des combats. La division Courtot ne fut pas employée au siège de Mayence. Elle fut chargée de la surveillance du Rhin, de Germersheim à Lauterbourg. La 152e demeura presque constamment à Wörth et à Neubourg. Au mois de juin 1795, elle passa sous les ordres du général de brigade Beaurevoir et du général de division Taponier.
La conclusion de la paix de Bâle avait rendu l'armée de Sambre-et-Meuse disponible, et le général Jourdan reçut l'ordre de renforcer l'armée de Rhin-et-Moselle avec une partie de ses troupes. La 152e demi-brigade fut alors envoyée à l'armée d'Italie, et elle partit le 31 juillet 1795.

##### Armée d'Italie
La 152e demi-brigade fut placée à la brigade Pijon, de la 1re division d'avant-garde, commandée par le général Laharpe. La division Laharpe et la division Charlet composaient la droite de l'armée d'Italie, et se trouvaient sous les ordres de Masséna.
Bataille de Loano - (24 novembre 1795)
Il y eut trois attaques contre les Austro-Sardes : une simulée et deux véritables. Le général Sérurier commanda le corps de gauche, le général Augereau celui de droite, sous la direction du général en chef Schérer, et Massena fut chargé de la principale attaque contre le centre ennemi.
« Le corps du centre, commandé par le général divisionnaire Masséna, ayant sous ses ordres les généraux de brigade Saint-Hilaire, Pijon, Ménard, Bizanet et Cervoni, fut chargé d'attaquer l'ennemi par son centre, de le percer et de couper la communication du corps commandé par le général d'Argenteau d'avec celui du général De Vins, dans les lignes de Loano », dit le général Schérer dans son rapport.
« L'attaque du centre exigeait, non seulement une grande audace de la part des troupes, mais encore une savante combinaison de la part du général qui la commandait, car non seulement il fallait battre l'ennemi dans une position extrêmement difficile et garnie de canons, mais encore couper la communication avec le général De Vins, et, après l'avoir battu, le gagner de vitesse sur les positions importantes de Settepani (it) et Melogno (it), où il devait naturellement se retirer. C'est ce qu'exécuta le général divisionnaire Masséna, avec un courage et une habileté dignes d'éloges ».
La 152e demi-brigade contribua au succès de cette attaque du centre, sous les ordres du général Pijon, dont le rôle à la bataille de Loano est expliqué par le général Masséna dans son rapport :
« Conformément à mes instructions, je fus prendre position le 1er frimaire an IV (22 novembre 1795) à Champ-de-Prêtre ».
« Le général de division Laharpe, commandant la 1re division sous mes ordres, forte de 5 000 hommes, ayant avec lui les généraux de brigade Saint-Hilaire et Pijon et l'adjudant-général Joubert, se rendit en avant de Zuccarello. Il y divisa son corps de troupes en deux colonnes ».
« Il prit le commandement de la 1re colonne, forte de 3 000 hommes, ayant avec lui le général de brigade Pijon et l'adjudant général Joubert, pour attaquer « Montelingo » par la gauche ».
« Il donna le commandement de la 2e colonne, forte de 2 000 hommes, au général de brigade Saint-Hilaire, pour attaquer Montelingo par le flanc droit ».
« Le général de division Charlet, commandant la 2e division, forte de 4 000 hommes, ayant sous ses ordres les généraux de brigade Cervoni et Ménard et l'adjudant-général Quenin, se rendit au point qui lui fut désigné pour attaquer la gauche de Rocabarbène(Rocca Barbena), le front de Malsabecco et la droite de Banco. Le général Cervoni fut chargé d'attaquer, avec 800 hommes, la droite de Banco; le général Ménard, avec 1 000 hommes, la gauche de Malsabecco et de Banco, et le général de division Charlet, avec le restant de ses troupes, se disposa à attaquer le front de Malsabecco ».
Le général de brigade Bizanet fut chargé de commander la réserve, forte de 3 697 hommes. « Toutes les troupes rendues sur leurs points respectifs y bivouaquèrent dans le plus grand ordre, et attendirent avec impatience le signal du combat. Le lendemain, à la pointe du jour, neuf chaloupes canonnières prirent position entre Borghetto et la Pietra, pour inquiéter le flanc gauche de l'ennemi. L'attaque générale commença au signal de deux fusées parties du mont Saint-Esprit ».
« Le 2 frimaire an IV (23 novembre 1795), jour à jamais mémorable pour l'armée d'Italie, continue le général Masséna, toutes les colonnes se mirent en marche à 4 heures du matin. Nos troupes s'avancèrent à la faveur de la nuit à très peu de distance des avant-postes de l'ennemi, sans tirer un seul coup de fusil. Elles essuyèrent les premières décharges sans pour cela ralentir leur marche. Elles repoussèrent les avant-postes la baïonnette aux reins, et arrivèrent de cette manière jusqu'au pied des retranchements. Alors, le combat le plus vif et le plus décisif s'engagea ».
« L'ennemi, rassuré par son artillerie et l'avantage de la position fortifiée qu'il défendait, faisait, de toute part, le feu le plus vif. Nos républicains, sans perdre un pouce de terrain, s'y reportaient avec leur intrépidité ordinaire. Ce moment me parut pressant et décisif. J'avais fait approcher la réserve. Je la divisai en plusieurs corps, et je la fis donner. Le feu devint terrible de part et d'autre. Mais l'ennemi entouré ne put soutenir l'impétuosité de nos troupes. Elles entrèrent dans les retranchements et y firent des prodiges incroyables de valeur. Le sabre à la main et la baïonnette en avant, en combattant corps à corps, elles enfoncèrent les rangs et portèrent partout la mort et la terreur. Enfin, elles culbutèrent l'ennemi et s'emparèrent de Montelingo, Malsabecco, Banco et Rocabarbène, c'est-à-dire de tous les points attaqués ».
« Le général Laharpe, dont les talents militaires sont connus, mérite les plus grands éloges. Après avoir enlevé Montelingo, il fit attaquer, avec la plus grande intrépidité, la droite de Rocabarbène et contribua beaucoup, par là, à forcer ce point, le plus important de la ligne ennemie ».
« Les plus grands éloges sont également dus à la conduite du général Pijon.... »
Le général en chef Schérer raconta ainsi la fin de la bataille :
« Au moment de la déroute, le général Masséna dirigea un corps de 1 500 hommes, commandé par le genéral Cervoni, pour s'emparer des chemins très difficiles qui conduisent aux hauteurs de Settepani (it) et Melogno (it) et, avec le reste du corps à ses ordres, poursuivit l'ennemi, qui, effrayé par une attaque aussi impétueuse, n'osa risquer le sort d'un second combat sur ces mêmes hauteurs et s'enfuit du côté de Bagnasco. Le général Masséna, après avoir détaché à sa poursuite un corps de troupes, s'empara de ces hauteurs si importantes, et, après une marche forcée, descendit sur celles de Saint-Pantaléon et Gorra, pour prendre l'ennemi à dos, en supposant que l'on n'eût pu le forcer dans la ligne de Loano. Le corps du général Sérurier, quoique très inférieur en nombre, contint parfaitement les Piémontais dans leurs camps retranchés, et les empêcha de porter aucun secours au général d'Argenteau. »
« A trois heures de l'après-midi, le centre de l'ennemi était coupé et séparé du corps principal du général De Vins, et le général Masséna, maître dans la nuit des hauteurs de Settepani et Melogno, pouvait prendre à revers les troupes de ce général. Généraux et soldats, tous ont fait des prodiges de valeur. Les ennemis ont laissé le champ de bataille couvert de plus de 3 000 morts, 5 000 blessés, depuis Finale jusqu'à Acqui. L'ennemi a encore perdu près de 1 000 prisonniers, parmi lesquels des généraux, des colonels et près de 200 officiers. 48 pièces de canon, cinq drapeaux, plus de 100 caissons et une immense quantité de fusils sont les fruits de cette victoire. »
Le général Schérer annonçait que l'armée d'Italie n'avait que 400 à 500 tués et 650 blessés. Le général Masséna disait, pour ses deux divisions : « Nous n'avons pas eu, en tout, 40 hommes mis hors de combat. »
Les 48 pièces de canon, annoncées par le général Schérer, avaient été prises à l'ennemi dans la bataille, mais on trouva ensuite un peu partout des pièces, qui portèrent à 100 le nombre des bouches à feu conquises. On s'empara, à la Pietra, à Loano, Finale, Vado et Savone, de magasins considérables de blés et de fourrages. On s'empara même d'un brick anglais dans le port de Savone. Le lendemain, Augereau poursuivit l'ennemi, qui subit de nouvelles pertes.
La bataille de Loano termina la campagne de 1795.
La 152e demi-brigade resta à la brigade Pijon et à la division Laharpe et fut cantonnée à Cadibona di Quiliano (it). Elle ne se trouva pas à d'autres combats.
Un second amalgame de l'infanterie ayant été prescrit par un arrêté du 18 nivôse an IV (8 janvier 1796), la 152e demi-brigade entra dans la composition de la 75e demi-brigade deuxième formation, le 26 ventôse an IV (16 mars 1796).
L'unité étant dissoute, le no 152 devient vacant.

### 152erégimentd'infanterie de ligne

#### Guerres de l'Empire
Le 152e régiment d'infanterie de ligne est formé à Hambourg le 18 février 1813, avec les :
- 18e cohorte du premier ban de la garde nationale formée avec 888 hommes du Bas-Rhin[5]
- 19e cohorte du premier ban de la garde nationale formée avec 888 hommes du Haut-Rhin
- 53e cohorte du premier ban de la garde nationale formée avec 888 hommes du Pas-de-Calais
- 54e cohorte du premier ban de la garde nationale formée avec 888 hommes du Pas-de-Calais.

Les compagnies d'artillerie de ces cohortes furent versées dans les 1er, 7e et 8e régiments d'artillerie à pied.
À l'organisation, le régiment avait 84 officiers et 2 960 hommes de troupe. Le major Pierre Raynaud, du 27e régiment d'infanterie de ligne, fut nommé colonel du 152e régiment d'infanterie de ligne.
Le 5e bataillon, de dépôt, fut organisé à Strasbourg le 4 avril 1813, avec les compagnies de dépôt des quatre cohortes. Les quatre compagnies comptaient en tout six officiers et 384 sous-officiers et soldats.

##### Campagne d'Allemagne
Le 152e de ligne fut affecté au corps d'observation de l'Elbe, qui devint plus tard 5e corps, commandé par le général Lauriston. Le régiment fut placé à la 2e brigade du général Fézensac, de la 16e division, sous les ordres du général Maison. Cette division devait avoir trois régiments, comme toutes les divisions du 5e corps : les 151e, 152e et 153e de ligne, mais elle n'en eut réellement que deux pendant toute la première partie de la campagne. Le 152e fut retenu par le général de division Vandamme à la suite des événements survenus dans la 32e division militaire.
Le colonel russe Tettenborn avait été détaché, avec un parti de Cosaques, sur l’Elbe inférieur. Il arriva le 11 mars 1813 vers Neustadt. Le général Morand, qui était dans la Poméranie suédoise, se retira sur le territoire de la 32e division militaire avec le peu de troupes qu'il possédait. Le général de division Carra-Saint-Cyr, commandant de la 32e division à Hambourg, s'effraya des insurrections des départements de la Lippe, des Bouches-du-Weser et des Bouches-de-l'Elbe. Il crut devoir abandonner Hambourg et fit partir la garnison avec les autorités, le 12 mars. Après le départ des Français, les 52 compagnies de la garde nationale de Hambourg prirent les armes et firent le service de la ville. Le colonel Tettenborn, avec ses Cosaques et environ 500 Prussiens, qui devançaient la déclaration de guerre de leur gouvernement, poursuivit le général Morand, mais celui-ci put repasser l’Elbe et rejoindre le général Carra-Saint-Cyr. Le 18 mars, le colonel Tettenborn entra à Hambourg et rétablit l'ancienne forme de gouvernement. Le port fut ouvert aux Anglais.
Le 16 mars, les généraux Carra-Saint-Cyr et Morand, ayant rejoint leurs troupes à Artlenbourg et Zollenspieker (de), continuèrent leur retraite sur Brême, où ls arrivèrent les 21 et 22 mars.
Le général Carra-Saint-Cyr s'occupa de suite d'organiser des colonnes mobiles pour soumettre les communes insurgées, particulièrement sur les deux rives du Weser. Les Anglais avaient fait une descente à l'embouchure et, réunis aux paysans du duché d'Oldenbourg, s'étaient emparés des batteries de Bremerlehe et de Blexen.
Combats de Bremerlehe et de Blexen - (26 mars 1813)
Un bataillon du 152e de ligne avec 200 douaniers, 100 marins et une pièce de 4, fut envoyé, le 25 mars, à Bremerlehe, en passant par la rive droite du fleuve. Une autre colonne, de même force fut dirigée sur Blexen par la rive gauche.
La colonne de droite, arriva à Bremerlehe. Le pont était coupé et la rive opposée était défendue par 2 000 insurgés, des Anglais et deux pièces de canon de 3. Le 152e triompha de tous les obstacles. 19 Anglais, dont deux officiers, furent tués et les insurgés dispersés, après avoir laissé plus de 150 hommes sur le terrain du combat. Profitant de l'enthousiasme des troupes et de la terreur de l'ennemi, la colonne s'est porté sur la « batterie de Carlsbourg » pour l'enlever de vive force; mais les insurgés n'ont pas cru devoir attendre cet assaut. Trois Anglais, avec un drapeau blanc, sont venus dire qu'ils se rendaient à discrétion.
Pendant ce temps, la colonne de gauche qui avait brillamment enlevé la batterie de Blexen, tira sur la « batterie de Carlsbourg », ce qui permit à la colonne de droite de s'en emparer sans difficulté. Les pertes totales des deux colonnes furent de quatre tués et six blessés.
Cette première expédition produisit un effet salutaire en répandant la terreur parmi les insurgés des départements des Bouches-de-l'Elbe et du Weser. L'Empereur, mécontent de l'abandon de Hambourg, avait désigné le général de division Vandamme pour prendre le commandement de toutes les troupes. Ce dernier arriva à Brême le 31 mars. Il chargea le général Carra-Saint-Cyr de diriger les troupes qui étaient à Brême et aux environs, et qui devaient former l'avant-garde des divisions réunies.

##### Combats de Lunebourg - (1eret2 avril 1813)
Le général Carra-Saint-Cyr avait envoyé en avant le général Morand qui, le 27 mars, étant arrivé à Tostedt, rendit compte que, d'après les renseignements recueillis, 2 000 Cosaques occupaient Lunebourg.
Le 29 mars, le général Carra-Saint-Cyr envoya les 1er et 4e bataillons du 152e ligne, avec deux pièces de 4.
Le 4e bataillon, transporté par des voitures de réquisition, se dirigea, par Verden et Walsrode, sur Soltau, où il arriva le 29 au soir. Il se trouva alors à quatre lieues du général Morand, resté à Tostedt. Il reçut ensuite des ordres pour marcher sur Lunebourg par Marxen, en s'appuyant sur la rive gauche de l'Elmenau, afin d'être à cheval sur la grande route de Hanovre, tandis que le général Morand se rendait à Lunebourg par Goelsdorf.
Le 1er bataillon, avec les deux pièces de 4 devait aller coucher le 29 à Rotenbourg, le 30 à Tostedt, où il resterait pour remplacer les troupes qui partaient pour Lunebourg. En résumé, le général Morand disposait à peine de 1 000 hommes d'infanterie, avec quatre canons et un piquet de cavalerie, et le 1er bataillon du 152e resta à Tostedt, sans lui être d'aucun secours. Le général se dirigea sur Lunebourg et s'empara de la ville, le 1er avril. Ce fut le 4e bataillon du 152e qui, après avoir enlevé plusieurs redoutes, emporta de vive force la principale porte et chassa les Cosaques envoyés par le général Tettenborn.
Le général Doernberg, déserteur du service de Westphalie, passé au service de l'Angleterre, commandait un corps de Russes et de Prussiens. Il avait été battu le 28 mars à Verden, par le général Montbrun, et obligé de se retirer sur Havelberg. Le 29, il avait été rejoint par le général Graf Czernichef, que les alliés avaient dirigé sur l'Elbe inférieur. Les trois généraux Tettenborn, Doernberg et Czernichef franchirent l'Elbe et déployèrent leurs troupes sur la Netze (en). Ayant appris l'occupation de Lunebourg par les Français, ils résolurent de profiter de leur grande supériorité numérique pour écraser le petit corps du général Morand. Ils se mirent aussitôt en marche, laissèrent quelques fractions pour garder les passages de la Netze, avec une réserve à Dallenburg, et arrivèrent le 2 avril, dans la matinée, devant Lunebourg, avec 4 000 hommes de toutes armes.
Le colonel russe de Pahlen reçut l'ordre de passer l'Elmenau, avec deux régiments de Cosaques, près de Bad Bevensen, et d'attaquer la ville par derrière. Lorsque le combat fut bien engagé de ce côté, les généraux alliés firent, de concert, une brusque attaque de front sur la ville.
La faible colonne du général Morand se défendit avec un acharnement héroïque. Le 4e bataillon du 152e opposa une longue résistance aux forces nombreuses qui l'assaillaient. Le combat dura jusqu'au soir. Le général Morand fut blessé mortellement et les derniers débris de sa colonne se virent contraints de capituler. Tout le 4e bataillon du 152e disparut ainsi.
Le maréchal Davout avait été envoyé, le 29 mars, du côté de Stendal, pour poursuivre les partis russes qui avaient passé l'Elbe et qui inondaient le pays. On lui avait donné, à cet effet, le 1er avril, la division Puthod du 5e corps. Il marcha sur Lunebourg, et poursuivit les troupes russes et prussiennes, qui repassèrent l'Elbe le 3 à Bleckede. Il eut bientôt nettoyé toute la rive gauche de l'Elbe, depuis Magdebourg jusqu'à Zollenspieker (de). Le 3 avril, à Dannenberg, il apprit que la 32e division militaire était mise sous ses ordres. Il se proposait d'achever la pacification complète des pays entre l'Elbe et le Weser, avec l'aide des troupes de Brême, mais il fut rappelé à ce moment par le prince Eugène, qui lui donna l'ordre de se rapprocher de lui, en se rendant à Salzwedel.
- Campagne d'Allemagne (1813)
  - Prise de Harbourg le 27 avril.

##### 1814
L'ordonnance royale du 12 mai 1814 le 152e régiment d'infanterie de ligne est licencié.
- Les 1er et 2e bataillons sont amalgamés, dans le 73e régiment d'infanterie de ligne.
- Les 3e et 4e bataillons sont amalgamés, dans le 45e régiment d'infanterie de ligne.
- Le 5e bataillon est amalgamé, dans le 18e régiment d'infanterie de ligne.

L'unité est donc dissoute et le no 152 devient vacant.

### 1871-1914

#### 152erégimentd'infanterie
Le 152e RI, est formé le 1er octobre 1887 à 3 bataillons provenant des 27e régiment d'infanterie, 56e régiment d'infanterie et 134e régiment d'infanterie, à la caserne Schneider à Épinal.
En 1905, le régiment rejoint sa garnison de Gérardmer où il occupe le quartier Kléber.

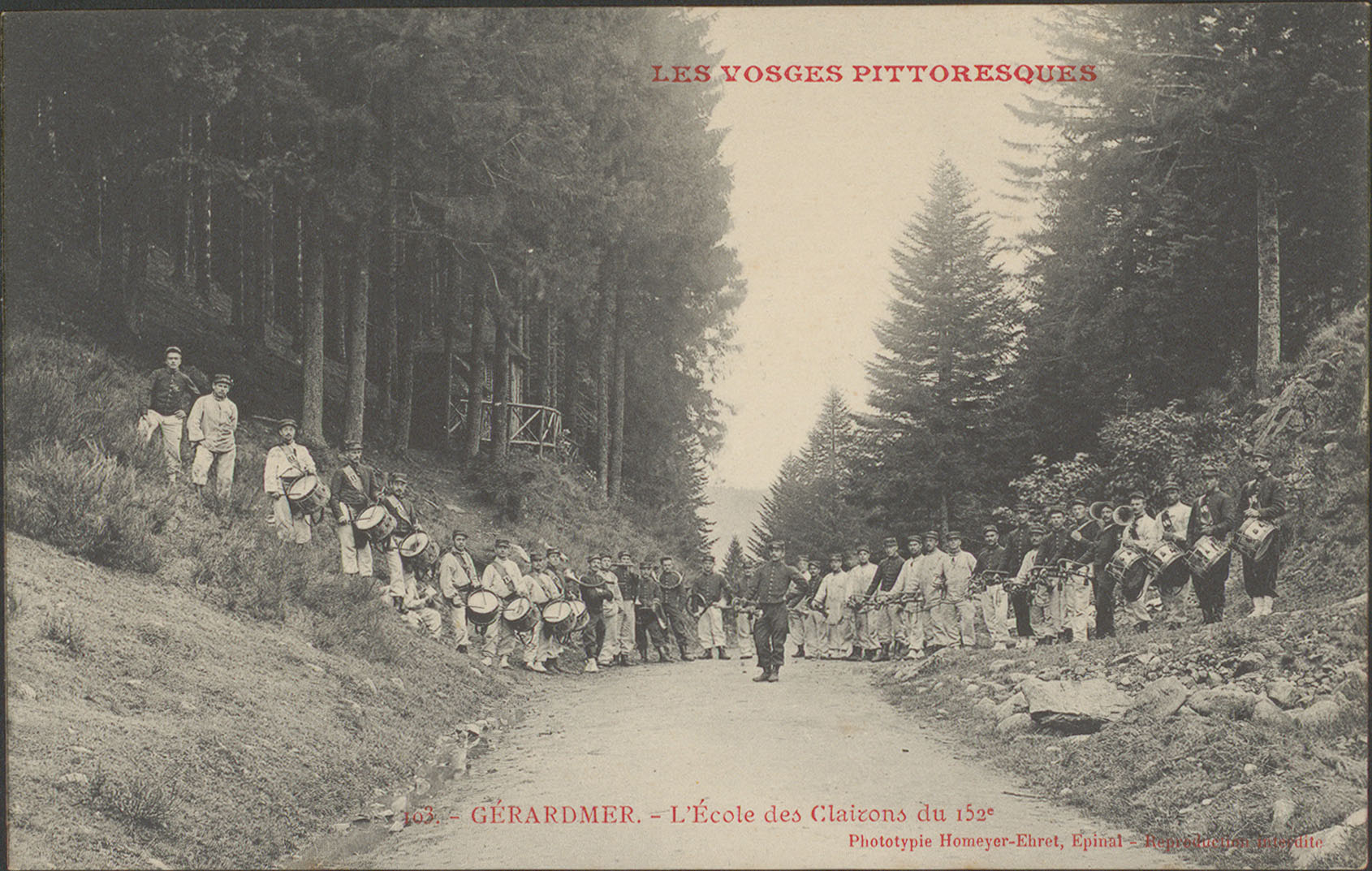
L'école des clairons du 152e près de Gérardmer.
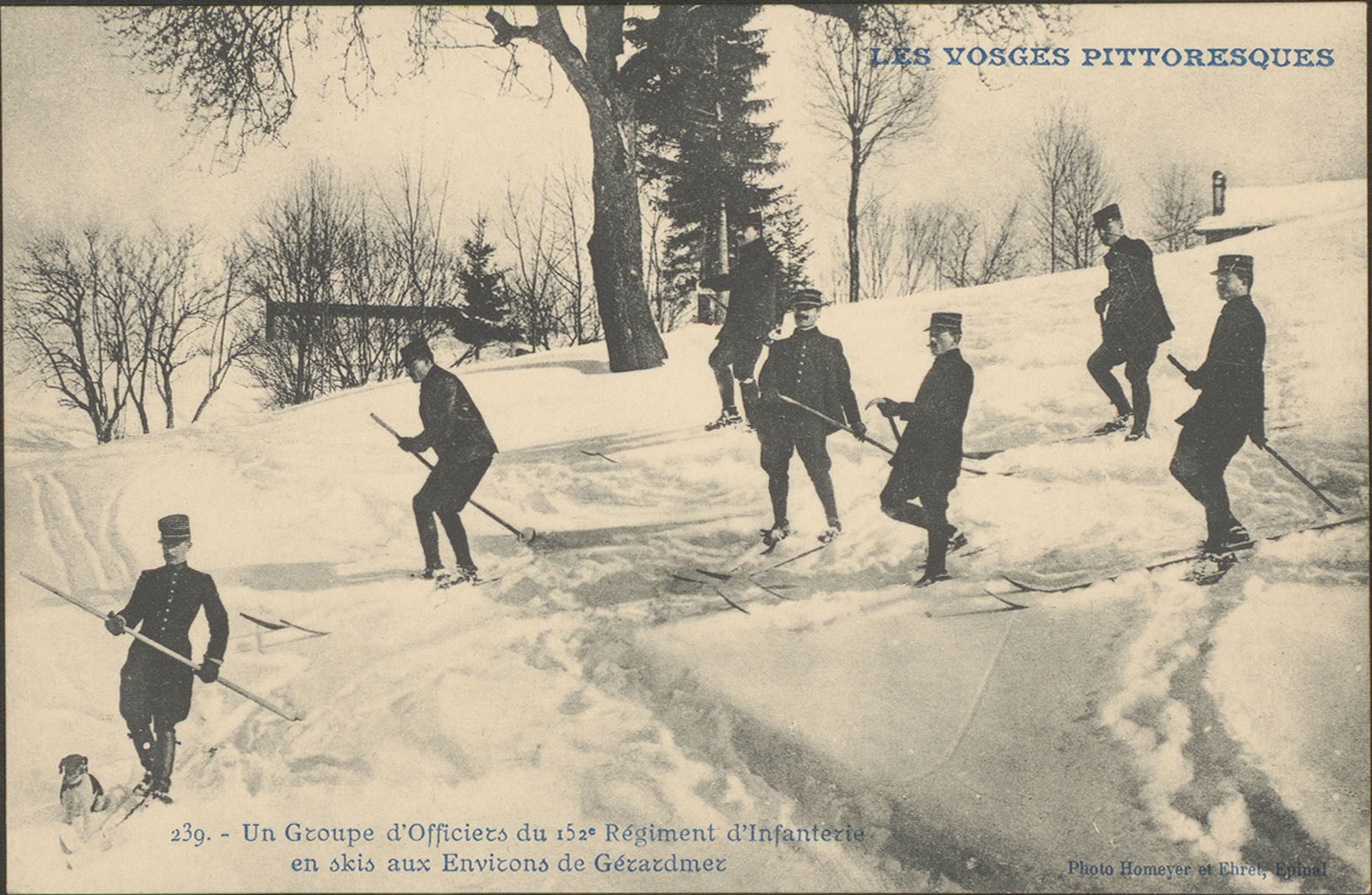
Un groupe d'officiers en skis aux environs de Gérardmer.

### Première Guerre mondiale

#### 1914
- Bataille de Munster
- Combats pour Colmar
- Combats du Spitzemberg
- Bataille de Steinbach

#### 1915
- Bataille du Hartmannswillerkopf

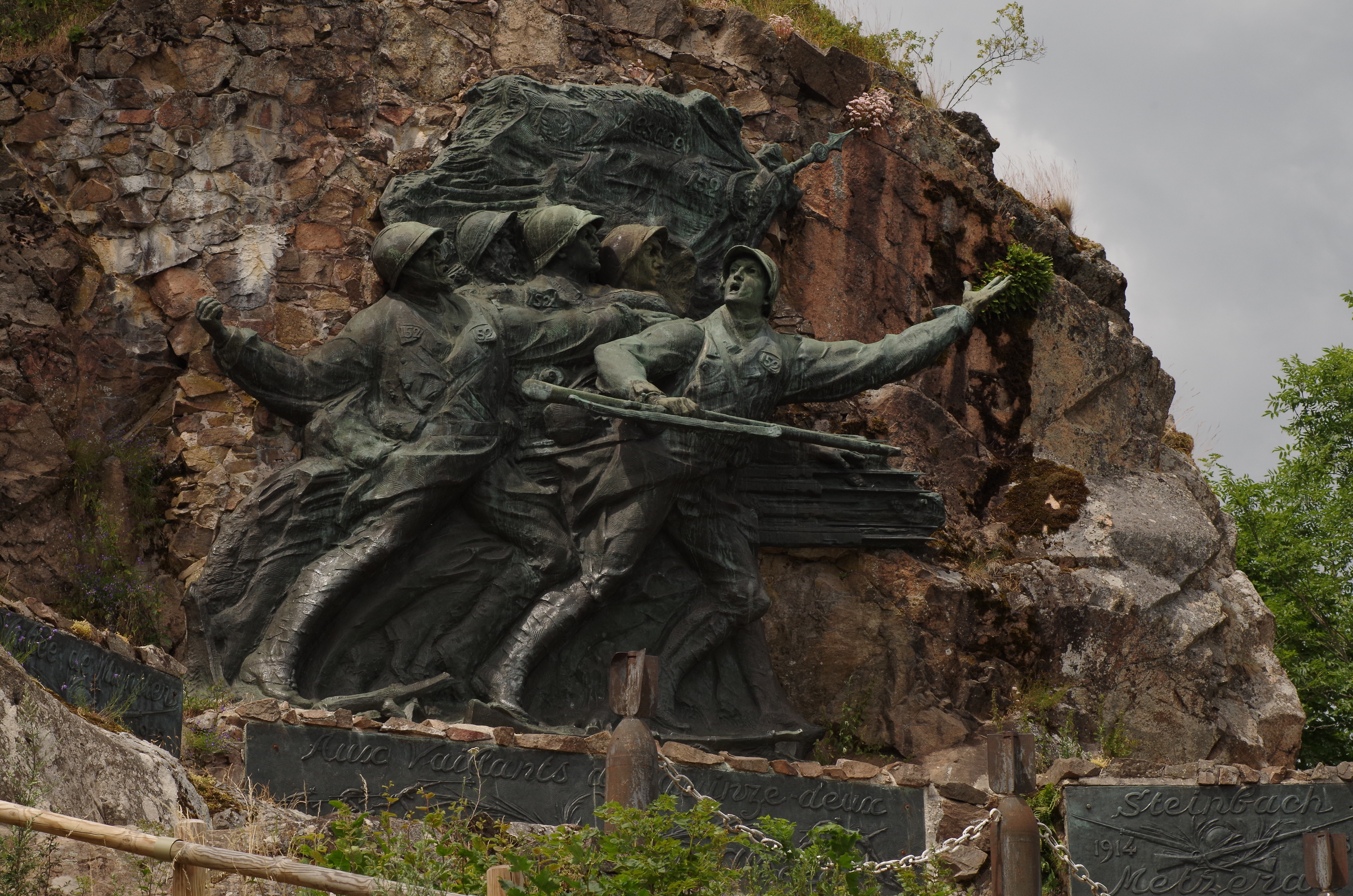
Monument en mémoire du réalisé par Victor-Charles Antoine au Hartmannswillerkopf.

- 25 septembre-6 octobre : seconde bataille de Champagne

#### 1916
- Bataille de la Somme

#### 1917
- Bataille du Chemin des Dames

#### 1918
- Bataille de l'Ourcq

### Entre-deux-guerres

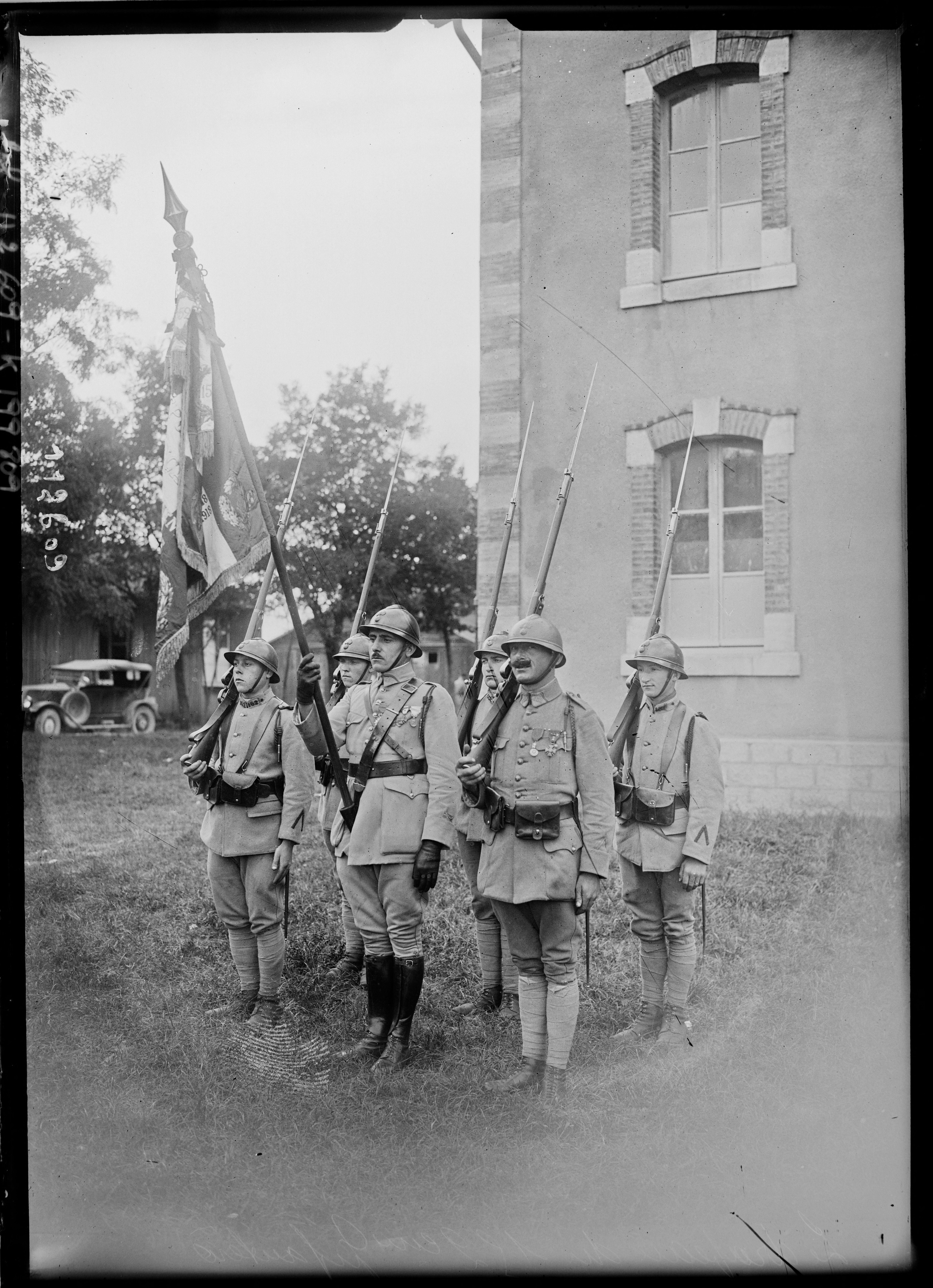
Le drapeau du au camp du Valdahon en 1926.

Le 152e régiment d'infanterie s'installe à Colmar dans le Haut-Rhin en 1919. Il occupe les quartiers Rapp, Macker et Lacarre.

### Seconde Guerre mondiale
1939-1940
Le régiment participe à la Bataille de France avec la 14e DI.
Sous Vichy
.

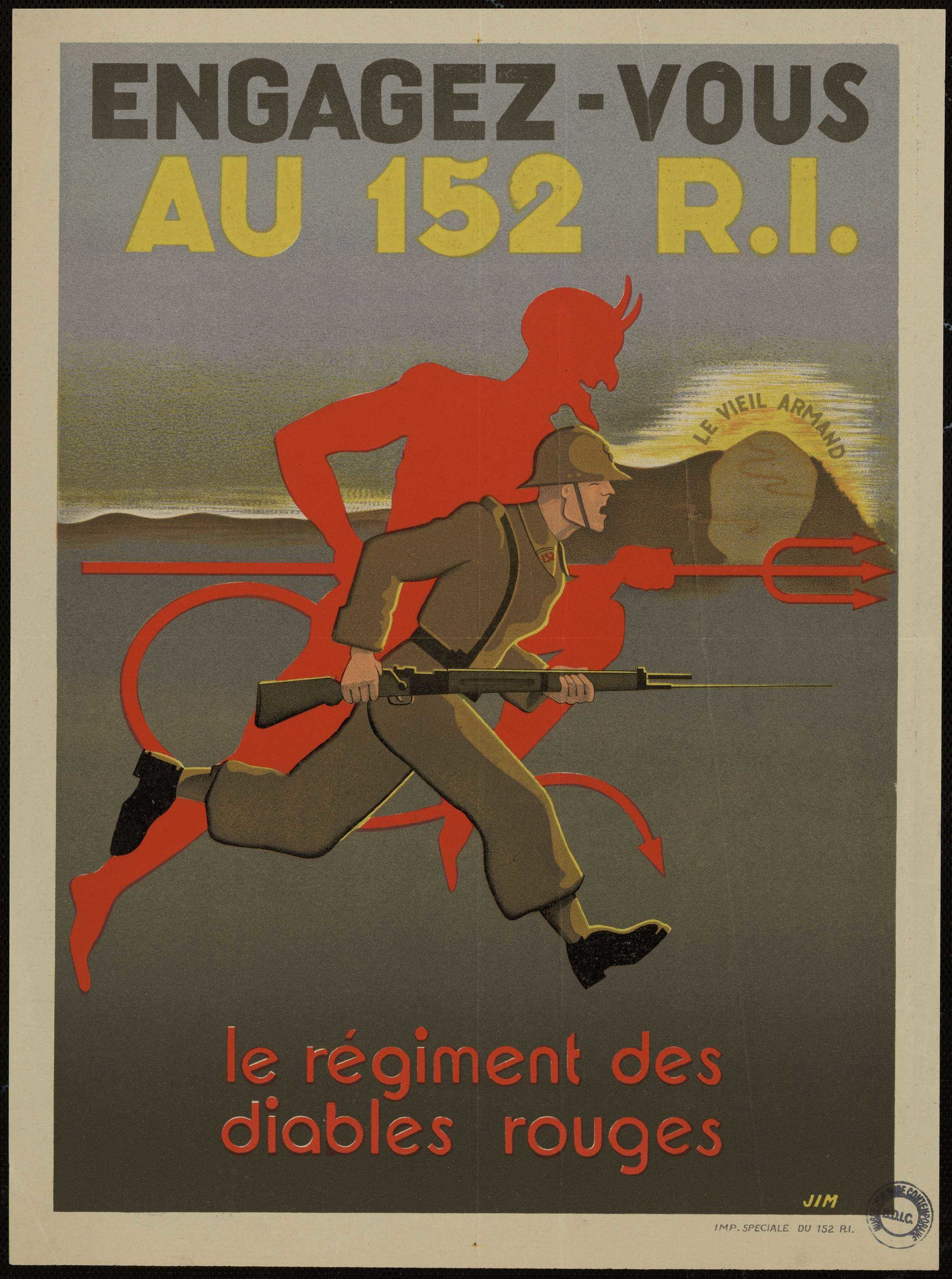
Affiche de recrutement pour le sous le régime de Vichy

Le régiment est conservé dans l'Armée d'armistice et stationnera à Moulins de septembre 1940 à sa dissolution en novembre 1942.
Un bataillon du 152e RI, sous le commandement du Commandant Tarragon prend garnison à Vichy en août 1940.
La Campagne d'Allemagne
Le régiment est recréé le 21 novembre 1944, à partir de la brigade d'Auvergne, unité FFI engagée depuis l'été 1944 dans la libération de la France.
Le 8 février 1945, six jours après la libération de Colmar, le régiment retrouve son ancienne garnison. Le 10 février 1945, le général de Gaulle remet au régiment son drapeau historique, consacrant ainsi officiellement sa renaissance.
Rattaché à la 14e division d'infanterie, il entre en Allemagne le 18 avril 1945. Détaché alors auprès de la 3e division d'infanterie algérienne jusqu'au 1er mai, il appuie celle-ci dans les derniers combats de la campagne d'Allemagne.

### De 1945 à nos jours

#### De 1945 à 1955
Le régiment est reconstitué en janvier 1949. En garnison à Strasbourg, Mutzig et Colmar, il rejoint la 2e division d'infanterie le 1er septembre.
En mars 1955, il est transformé en régiment d'infanterie motorisée, sur halftracks. Le 152e RIM est rassemblé à Colmar et se dédouble pour former le 153e RIM à Strasbourg.

#### Guerre d'Algérie
Début juin 1955, le régiment débarque à Alger avec sa division (2e DIM). Après quelques opérations en Kabylie jusqu'en fin septembre 1955, le 152e RIM et la 2e DIM partent dans la région de l'est Constantinois. Au printemps 1958, lors de la bataille des Frontières, le régiment, positionné à Sedrata, est détaché à la 11e division d'infanterie.
Le 31 décembre 1962, la 2e DIM est dissoute et le 152e RI passe à la 20e division (ex-corps d'armée d'Alger), installée dans l'Algérois. Il rentre à Colmar en 1963, réduit à un bataillon.

#### Guerre froide
De retour des opérations en Algérie, le 152e RI devient régiment commando de la Défense opérationnelle du territoire, formation d'active de la 62e division militaire territoriale. Le régiment est organisé sur la compagnie de commandement et des services et trois compagnies de combat (section de commandement, section d'appui avec deux mortiers de 81 et deux Jeep canon de 106 mm et trois sections de combat). 

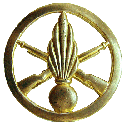
Insigne de béret de l'infanterie.

C'est en 1976 que le 152e RI est transformé en régiment mécanisé. Il reçoit les véhicules de transport de troupes (VTT) et chars AMX-13 du 1er régiment de chasseurs de Phalsbourg dissous. Le 152e RI remplace le 1er RCh au sein de la 6e brigade mécanisée dont l'état-major est à Strasbourg.
De 1977 à 1984, il est l'un des deux régiments d'infanterie mécanisée de la 6e division blindée avec deux compagnies mécanisées (VTT AMX-13) et deux escadrons de chars (chars AMX-13). En 1984, il rejoint la 5e division blindée jusqu'en 1992. Il est alors régiment d'infanterie motorisée de division blindée avec trois compagnies de combat sur VAB et une compagnie antichar sur VAB HOT. Il est ensuite temporairement rattaché à la 1re division blindée jusqu'à ce qu'il intègre le 3e corps en 1993, pour être régiment de corps d'armée. Il contribue, avec le 2e régiment de hussards, au groupement de sûreté et d'intervention (GSI) mis en place par la 3e brigade aéromobile en cas de crise.

#### Professionnalisation
À partir de 1996, le régiment entame sa professionnalisation avec quatre compagnies de combat du même pied.
Depuis 1998, il fait partie de la 7e brigade blindée.
- D'août 1999 à janvier 2000 : Engagement du 152e RI à Mitrovica au Kosovo, au sein de la brigade Leclerc, dans une mission de rétablissement de la paix, sur VAB puis sur AMX-10 RC et chars Leclerc. Il relève le 21e RIMa, entré en premier, sur ses positions de Mitrovica, Srbica, Bania et de Liposavic.
- 2007 Liban.
- En juin 2011 engagement du 152e RI en Afghanistan battle group Quinze Deux.
- Le 14 août 2011, le lieutenant Camille Levrel est tué dans le sud de la Kâpîssâ[13]. Avec le 152e RI, il participait au battle group Quinze Deux (en référence à l'appellation du régiment), qui arme le Groupement tactique interarmes (GTIA) Surobi. Il est le 74e militaire français tué depuis 2001 en Afghanistan.
- En 2012, le régiment reçoit ses premiers véhicules blindés de combat d'infanterie (VBCI) en remplacement des AMX-10 P.
- Le 11 décembre 2018, alors qu'ils patrouillent sur le marché de Noël de Strasbourg dans le cadre de l'opération Sentinelle, quatre militaires de la 2e compagnie du 152e régiment d'infanterie sont les premiers intervenants sur l'attentat du marché de Noël[14].
- En 2019, le régiment célèbre le centenaire de sa présence à Colmar[15].
- En 2023 : mission AIGLE.

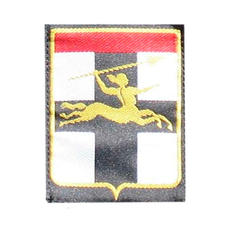
Insigne de la 7e brigade blindée.
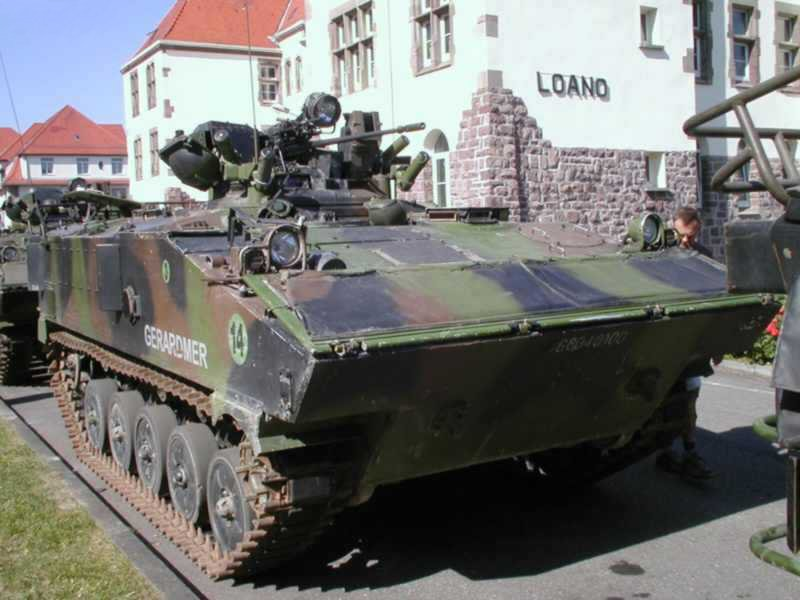
AMX 10 P du 152e RI au quartier Walter à Colmar.
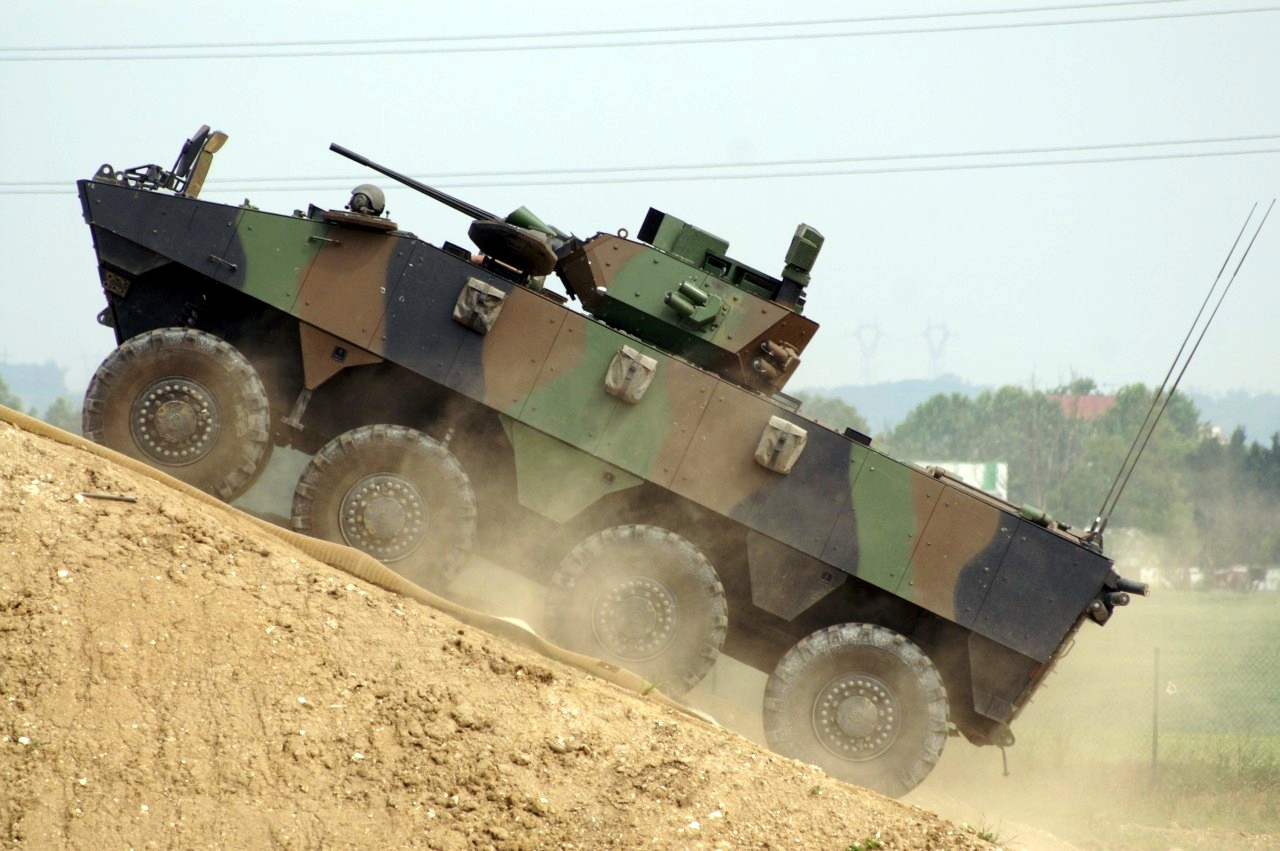
VBCI (Véhicule blindé de combat d'infanterie).
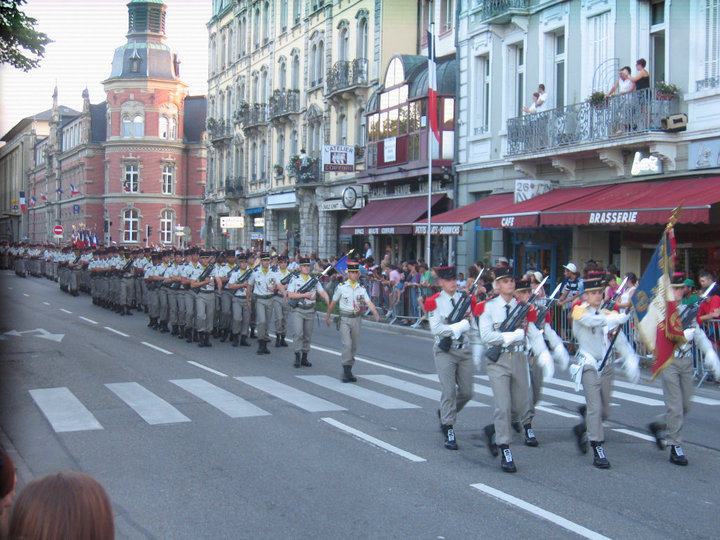
Soldats du 152e RI lors du défilé de la Fête nationale en 2010.

### Le régiment aujourd'hui

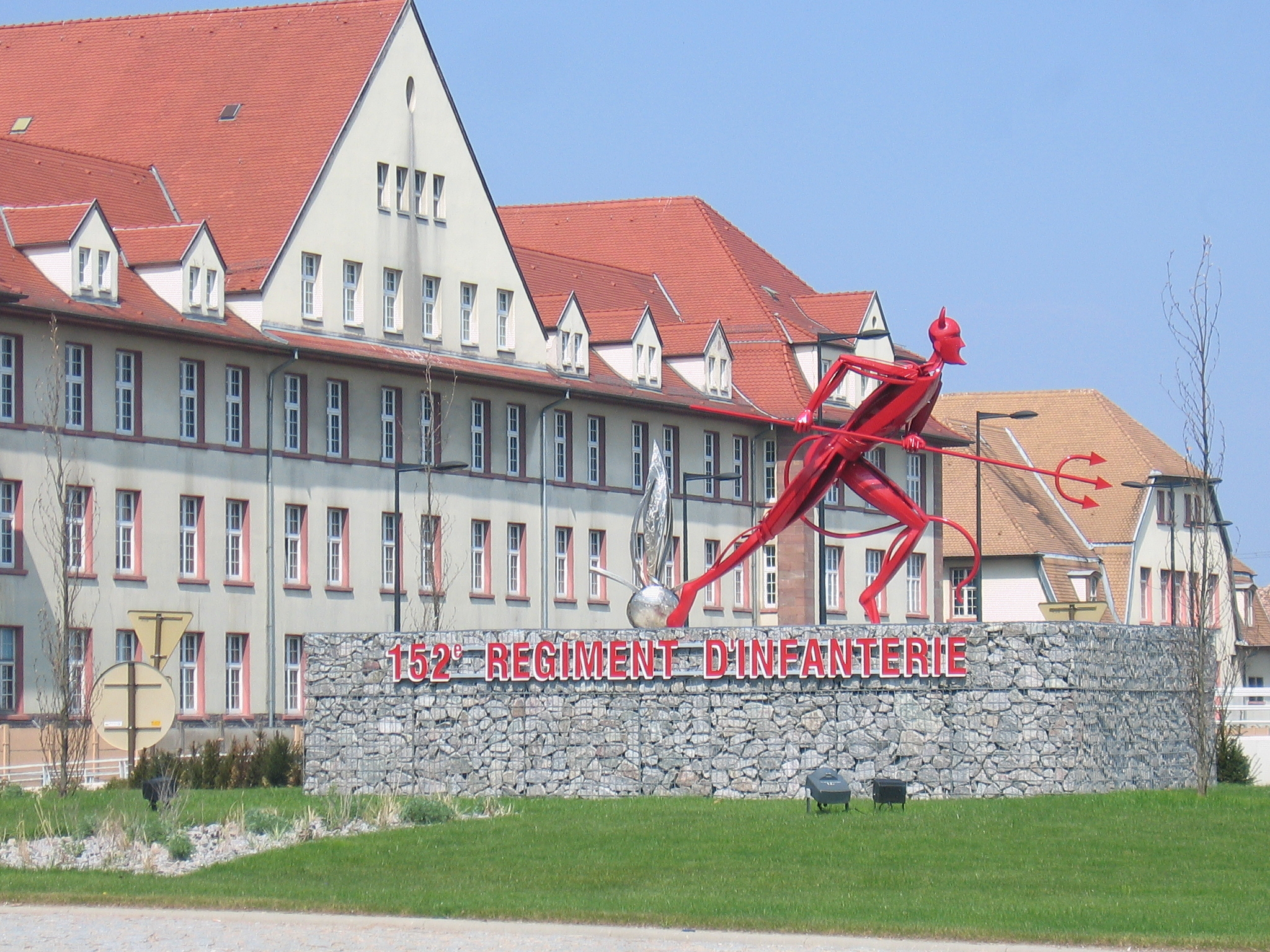
Statue d'un diable rouge à proximité des quartiers du Quinze-Deux.

Le 152e régiment d'infanterie occupe les quartiers Walter et Bruat à Colmar ; le quartier Walter était occupé précédemment par le 7e GAAMA puis le 57e RA jusqu'en 1976.
Son soutien est assuré par le groupement de soutien de la base de défense de Strasbourg - Haguenau - Colmar. Subordonné à la 7e brigade blindée de la 1re division, il comprend :
- quatre compagnies de combat ;
- une compagnie de commandement et de logistique ;
- une compagnie d'appui ;
- une compagnie de réserve opérationnelle.

Le Quinze-Deux est doté du véhicule blindé de combat d'infanterie (VBCI) depuis 2012.
Il dispose aussi des équipements suivants :
- fusil d'assaut HK416 ;
- micro-drone Black Hornet ;
- Gilet SMB ;
- ACMAT VT4 et Massetch.

## Drapeau
Il porte, cousues en lettres d'or dans ses plis, les inscriptions suivantes, :
- Loano 1795
- Harbourg 1813
- Alsace 1914-1915
- La Somme 1916
- L'Aisne 1917-1918
- L'Ourcq 1918
- Roulers 1918
- Rethel 1940
- Résistance Auvergne 1944
- AFN 1952-1962

## Décorations
- Sa cravate est décorée :
- de la fourragère aux couleurs du ruban de la Croix de Guerre 1914-1918 décernée le 15 juin 1916 ;
- de la fourragère aux couleurs du ruban de la Médaille militaire décernée le 10 juillet 1917 ;
- de la fourragère aux couleurs du ruban de la Légion d'honneur décernée le 3 septembre 1918.
- de la Croix de la Légion d'honneur reçu le 5 juillet 1919 comme son frère d'arme le 153e RI ;
- pour l’ensemble des combats de 1914 à 1918 : de la Croix de Guerre 1914-1918 avec sept citations à l’ordre de l’armée (6 palmes) ;
- pour l’ensemble des combats de 1944 et 1945 : de la Croix de guerre 1939-1945 avec une citation à l’ordre du Corps d’Armée (1 étoile vermeil) ;
- pour ses faits d’armes en Afghanistan en 2012 : de la Croix de la Valeur militaire une citation à l'ordre de l'armée (une palme) et une citation à l'ordre du corps d'armée (étoile de vermeil) pour ses actions menées durant l'opération Barkhane au Mali.

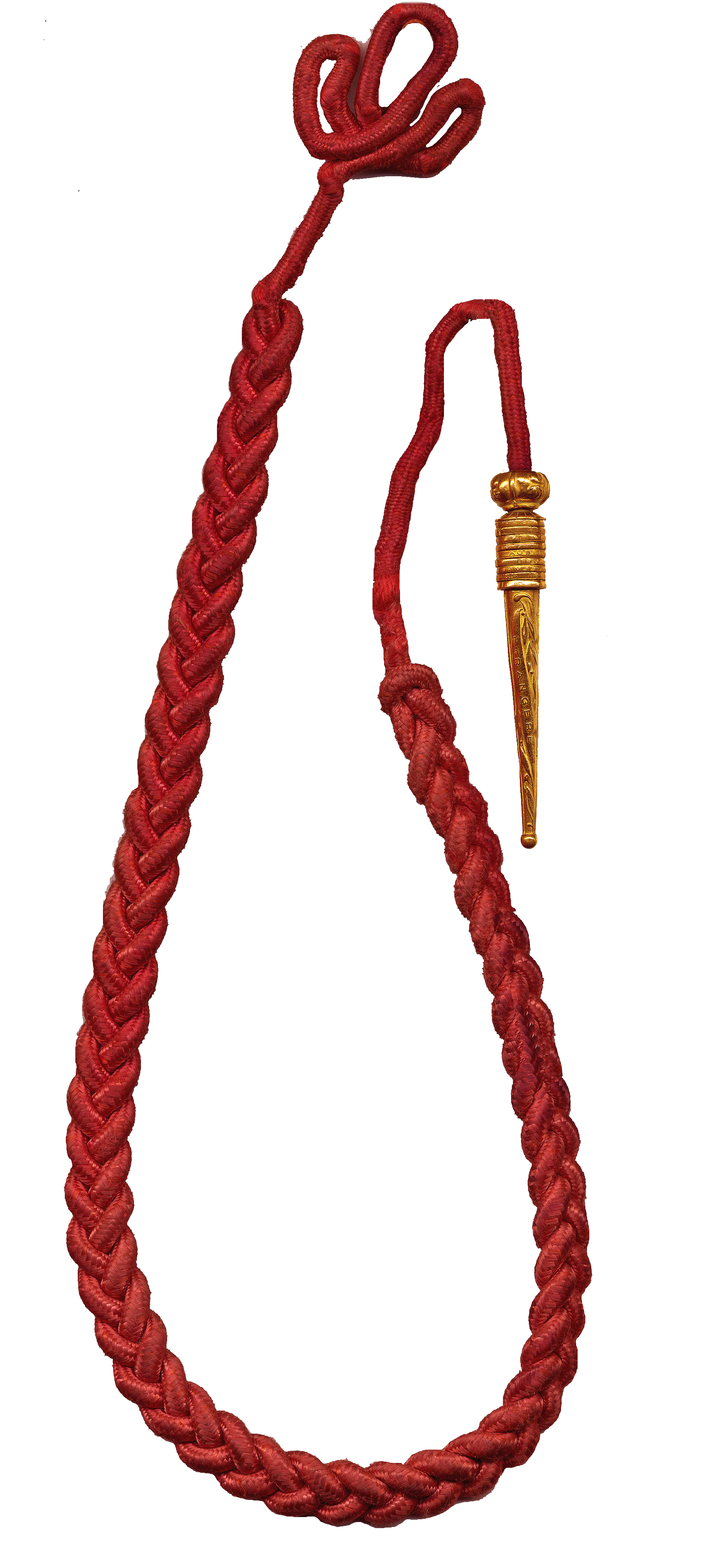
Fourragère aux couleurs de la Légion d'honneur.
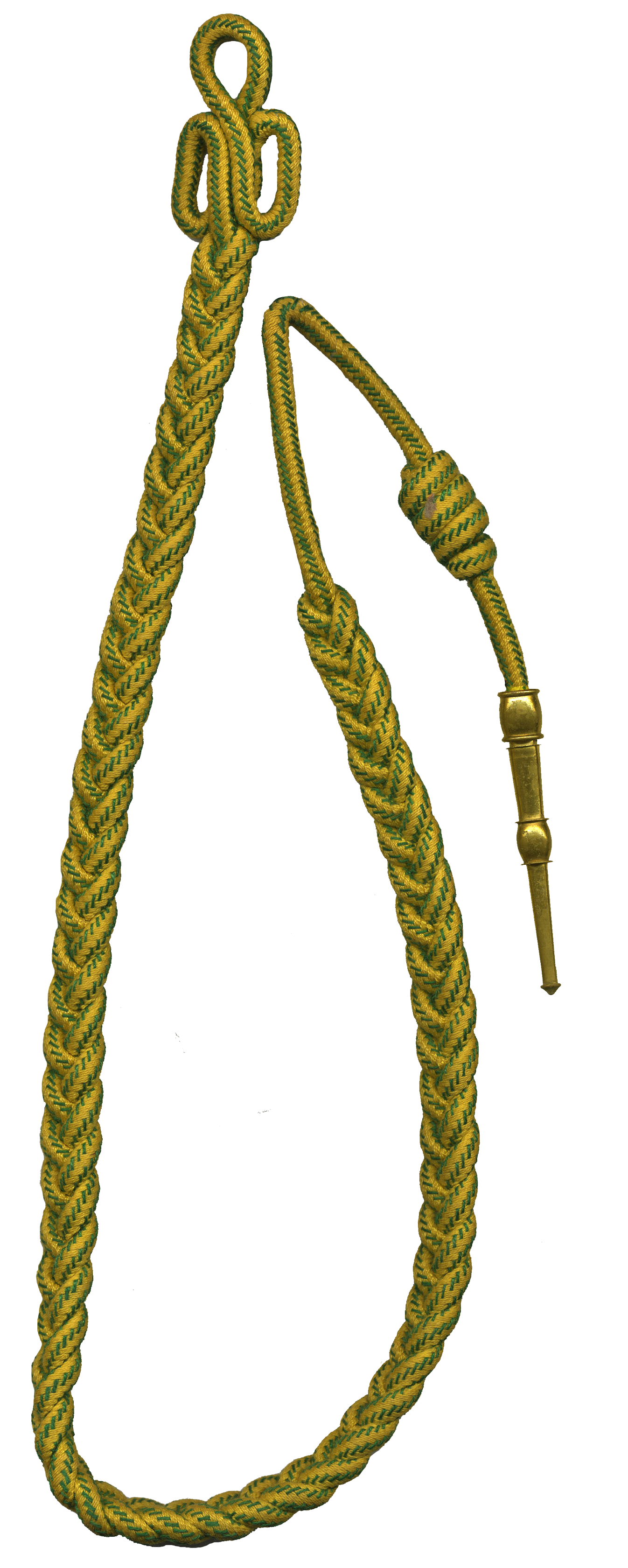
Fourragère aux couleurs de la Médaille militaire.
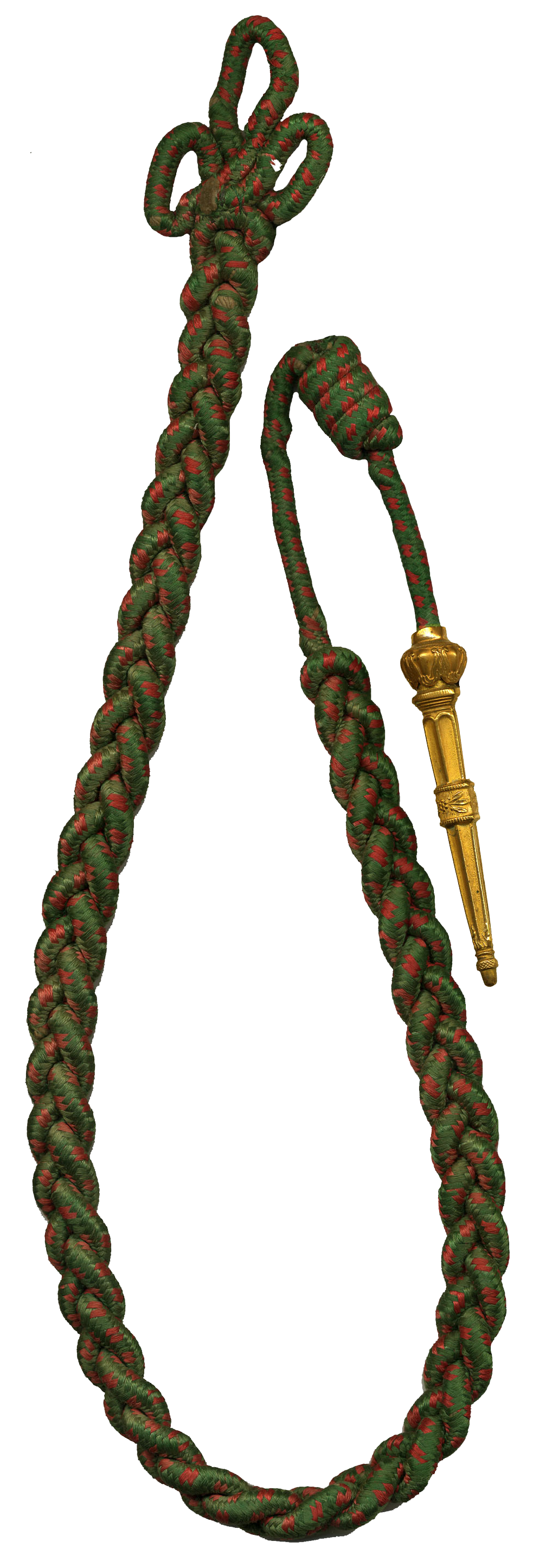
Fourragère aux couleurs de la Croix de guerre 1914-1918.
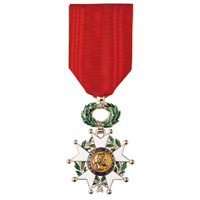
Croix de la Légion d'honneur.
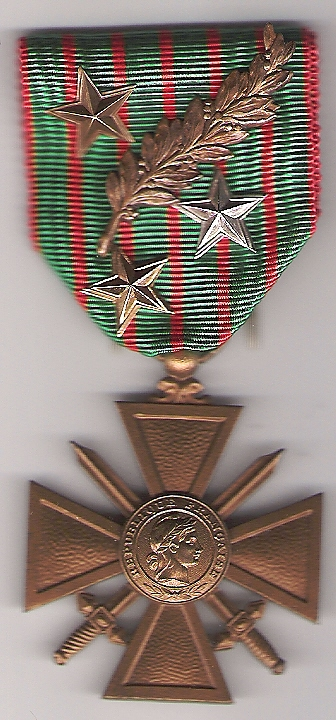
Croix de guerre 1914-1918.
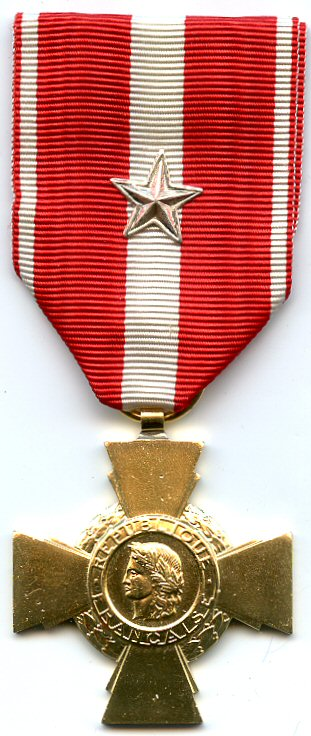
Croix de la Valeur militaire.

- Ses personnels ont droit au port de la fourragère aux couleurs du ruban de la Légion d'honneur.

## Personnalités ayant servi au régiment

### Antoine Prompt
Antoine Prompt est né le 29 avril 1758, à Rodez
Enrôlé au régiment de Piémont le 8 avril 1777, il est promu caporal le 13 octobre 1780, sergent le 17 mai 1783, sergent-major le 22 août 1784, adjudant le 5 septembre 1791, sous-lieutenant le 22 novembre 1791, lieutenant le 25 avril 1792, adjudant-major le 1er mai 1792.
Il fit campagne, de 1792 à 1795, à l'armée du Rhin, et fut nommé chef de bataillon au 82e régiment d'infanterie le 1er août 1794.
Il devint chef de la 152e demi-brigade le 21 août 1794, et suivit son corps à l'armée d'Italie. Lorsque la 152e demi-brigade fut  amalgamée, pour former la 75e demi-brigade de deuxième formation, le 16 mars 1796, il fut placé à la suite de la 75e demi-brigade, puis placé à la 39e demi-brigade par Bonaparte, le 22 mai 1796.
Il se distingua pendant la campagne d'Italie de 1796, et fut blessé à l'affaire de Pietra-Caliano (it) le 7 novembre. Bonaparte le remplaça dans le commandement de la 39e demi-brigade, le 23 décembre, et le nomma commandant de la place de Cherasco le 6 janvier 1797. Il revint à la 39e demi-brigade au mois d'octobre 1798.
Il se signala de nouveau dans la campagne de 1799, notamment aux affaires de Tauffert et de Santa-Maria, dans les Grisons, les 25 mars et 4 avril.
Le général en chef Schérer le nomma adjudant-général le 25 mars, « en récompense de sa bravoure et de ses talents militaires » et il fut confirmé dans cet emploi le 19 octobre.
Pendant la campagne de 1800, il reçut un éclat d'obus au bas-ventre, en défendant le pont du Var, le 26 mai 1800. Il fut mis en non-activité le 23 septembre 1801. Un peu guéri de ses blessures, il demanda à reprendre du service, et fut mis à la disposition du ministre de la Marine pour l'expédition de Tobago, le 28 avril 1802. Il ne put supporter ces nouvelles fatigues, et mourut à Tobago le 10 novembre 1802.
Le général Berthier, chef d'état-major, disait de lui, en 1796 : « Ce militaire a établi l'ordre et la discipline dans la demi-brigade qu'il commande, et a parfaitement bien servi avec elle dans toutes les actions qu'a eues l'armée d'Italie ».

### Autres personnalités

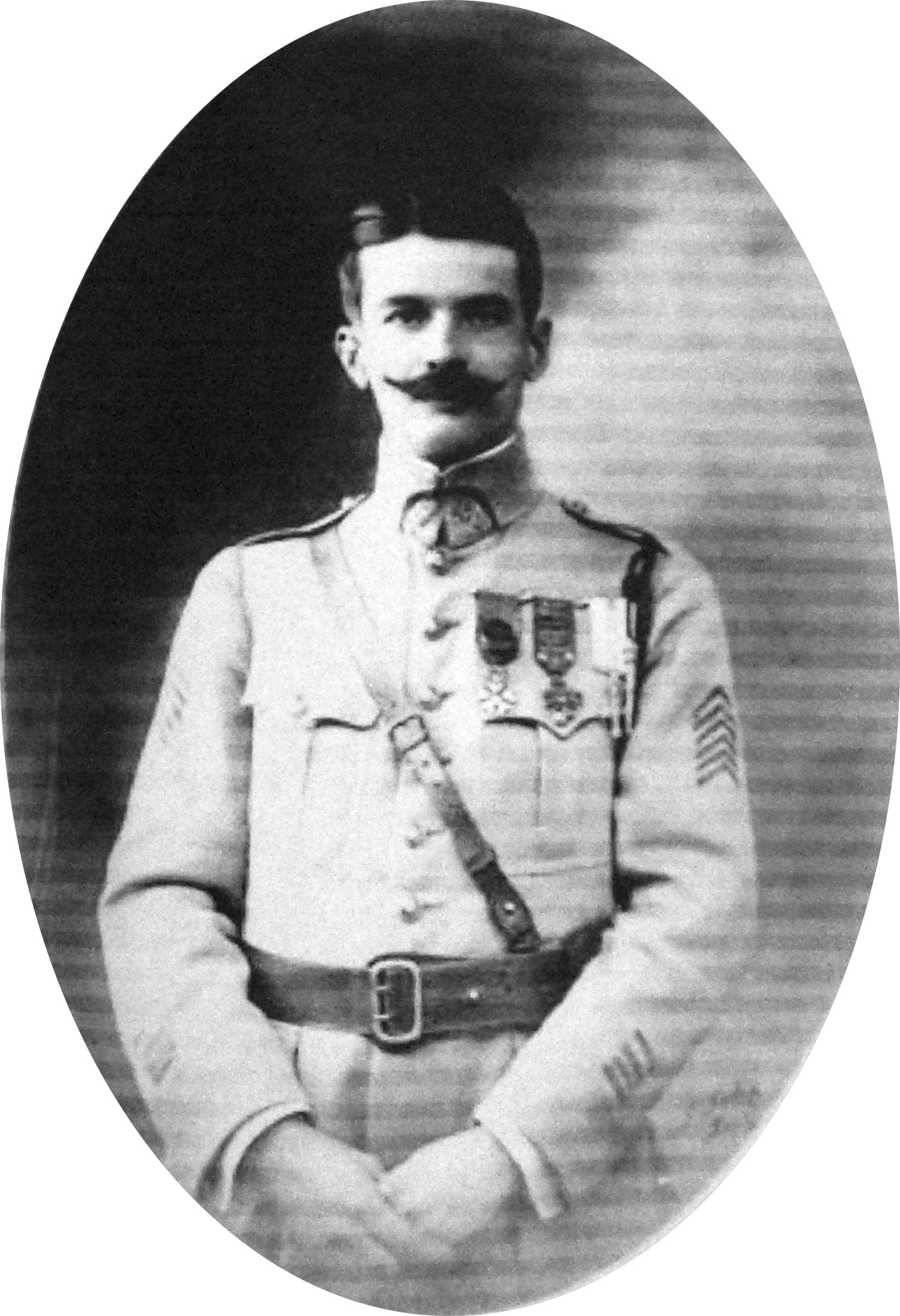
Le commandant Jenoudet du vers 1919.

- Alice Arteil (1912-1995), résistante et lieutenant dans le 3e bataillon du 15.2, 1944-1945
- Antoine Béthouart (1889-1982), général et compagnon de la Libération, officier au régiment en 1914 ;
- Alain Chrétien (1975-), homme politique, conscrit au régiment en 1997-1998 ;
- Marc-Edmond Dominé (1848-1921), général, colonel du régiment en 1887 ;
- Carlos Théolindo Javier de Funès de Galarza, frère de Louis de Funès, né le 12 septembre 1908 à Courbevoie[19] et mort au combat à Rethel le 20 mai 1940[20].
- Mariano Goybet (1861-1943), général, lieutenant-colonel commandant le régiment en 1914 ;
- Hansi (1873-1951), écrivain alsacien, engagé comme caporal au régiment en 1914 ;
- Léon Jenoudet (1885-1972), général, officier au régiment en 1913 puis pendant la Guerre ;
- Charles Jordan (1873-1964), général et historien, colonel du régiment en 1925 ;
- Georges Journois (1896-1944), général et résistant, capitaine au régiment en 1928 ;
- Camille Loichot (1888-1945), militaire et résistant, officier dans les années 1920 ;
- Colette Nirouet (1926 - 1944), résistante française ;
- Louis Victor Plessier (1856-1914), général, capitaine au régiment en 1887 ;
- Hubert Puga (1915-2010), militaire de carrière, officier au régiment en 1940 (sous Vichy) ;
- Michel Slitinsky (1925-2012), écrivain et résistant, engagé au régiment en 1944 ;
- François Trolley de Prévaux (1886-1956), général, colonel du régiment en 1937 ;

## Sources et bibliographie
- « Infanterie », sur defense.gouv.fr (consulté le 22 janvier 2015)
- Bibliographie fournie par le musée du château de Vincennes.
- À partir du Recueil d'Historiques de l'Infanterie Française (Général Andolenko - Eurimprim 1969).
- Le 15.2 Histoire des diables rouge (sous la direction du Col Rosenblatt)
- Albert Bailly, Le 15-2 pendant la Grande guerre : de l'Alsace aux Flandres, 1914-1918, Nancy, Imprimerie Berger-Levrault, 1919, 96 p., lire en ligne sur Gallica.
- Journal de marche du régiment accessible sur le site http://www.memoiredeshommes.sga.defense.gouv.fr/
- Émile Simond : Historique des nouveaux régiments créés par la loi du 25 juillet 1887
- Historique du 152ème RI sur anori.fr